# Maia (equip ciclista)
L'equip Maia, conegut anteriorment com a Quintanilha i posteriorment com a LA-MSS, va ser un equip de ciclisme portuguès que va competir de 1991 a 2008. Va tenir categoria continental.

## Principals resultats
- Trofeu Joaquim Agostinho: Joaquim Sampaio (1996), José Azevedo (1998), Fabian Jeker (2003), David Bernabeu (2004), Xavier Tondo (2007)
- Tour de Poitou-Charentes: Joaquim Adrego Andrade (1997)
- Volta a l'Algarve: Cândido Barbosa (1997), Claus Michael Møller (2003), João Cabreira (2006)
- Volta a Veneçuela: Rui Lavarinhas (1999)
- Gran Premi CTT Correios de Portugal: Àngel Edo (2000, 2002), Aleksei Màrkov (2005), Pedro Cardoso (2007)
- Volta a l'Alentejo: Claus Michael Møller (2000)
- Gran Premi Mosqueteiros: José Azevedo (2000), Rui Lavarinhas (2002)
- Volta a la Comunitat Valenciana: Fabian Jeker (2001)
- Pujada al Naranco: Claus Michael Møller (2001), Xavier Tondo (2008)
- Volta a Portugal: Fabian Jeker (2001), Claus Michael Møller (2002), David Bernabeu (2004), Xavier Tondo (2007)
- Volta a Astúries: Fabian Jeker (2003), Ángel Vicioso (2008)
- Gran Premi MR Cortez-Mitsubishi: Francisco Pérez (2003), Àngel Edo (2004)
- Gran Premi Paredes Rota dos Móveis: Constantino Zaballa (2008)

### A les grans voltes
- Giro d'Itàlia
  - 0 participacions

- Tour de França
  - 0 participacions

- Volta a Espanya
  - 5 participacions (1996, 1997, 2001, 2002, 2003)
  - 0 victòries d'etapa:
  - 0 classificació finals:
  - 0 classificacions secundàries:

## Classificacions UCI
Fins al 1998 els equips ciclistes es trobaven classificats dins l'UCI en una única categoria. El 1999 la classificació UCI per equips es dividí entre GSI, GSII i GSIII. D'acord amb aquesta classificació els Grups Esportius I són la primera categoria dels equips ciclistes professionals. La següent classificació estableix la posició de l'equip en finalitzar la temporada.
| Temporada | Classificació per equips | Millor ciclista en la classificació individual |
| --------- | ------------------------ | ---------------------------------------------- |
| 1995      | 45è                      | Joaquim Adrego Andrade (458è)                  |
| 1996      | 40è                      | Paulo Ferreira (218è)                          |
| 1997      | 52è                      | Cândido Barbosa (252è)                         |
| 1998      | 57è                      | José Azevedo (369è)                            |
| 1999      | 36è (GSII)               | Rui Lavarinhas (302è)                          |
| 2000      | 16è (GSII)               | José Azevedo (174è)                            |
| 2001      | 8è (GSII)                | Claus Michael Møller (86è)                     |
| 2002      | 22è                      | Àngel Edo (79è)                                |
| 2003      | 23è                      | Fabian Jeker (59è)                             |
| 2004      | 28è                      | David Bernabeu (133è)                          |

A partir del 2005, l'equip participa en els Circuits continentals de ciclisme. La taula presenta les classificacions de l'equip al circuit, així com el millor ciclista individual.
UCI Europa Tour
| Temporada | Classificació per equips | Millor ciclista en la classificació individual |
| --------- | ------------------------ | ---------------------------------------------- |
| 2005      | 26è                      | Aleksei Màrkov (22è)                           |
| 2006      | 25è                      | Danail Petrov (50è)                            |
| 2007      | 21è                      | Xavier Tondo (7è)                              |
| 2008      | 12è                      | Ángel Vicioso (21è)                            |